# 월성 최씨
월성 최씨(月城 崔氏)는 경상북도 경주시 월성동을 본관으로 하는 한국의 성씨이다.

## 역사
시조 최진립(崔震立)은 조선에서 무과에 올라 공조참판(工曹參判), 오위도총부부총관(五衛都摠府副摠管)을 지내며 임진왜란 당시 의병을 일으켜 공을 세웠으며 병자호란에도 참전해 전사했다. 후에 그의 후손들은 그를 시조로 하며 경주 최씨에서 분관했다.

## 참고 자료
- “월성최씨(月城崔氏)”. 뿌리를 찾아서.[깨진 링크(과거 내용 찾기)]